# St. Georg (Ickelheim)

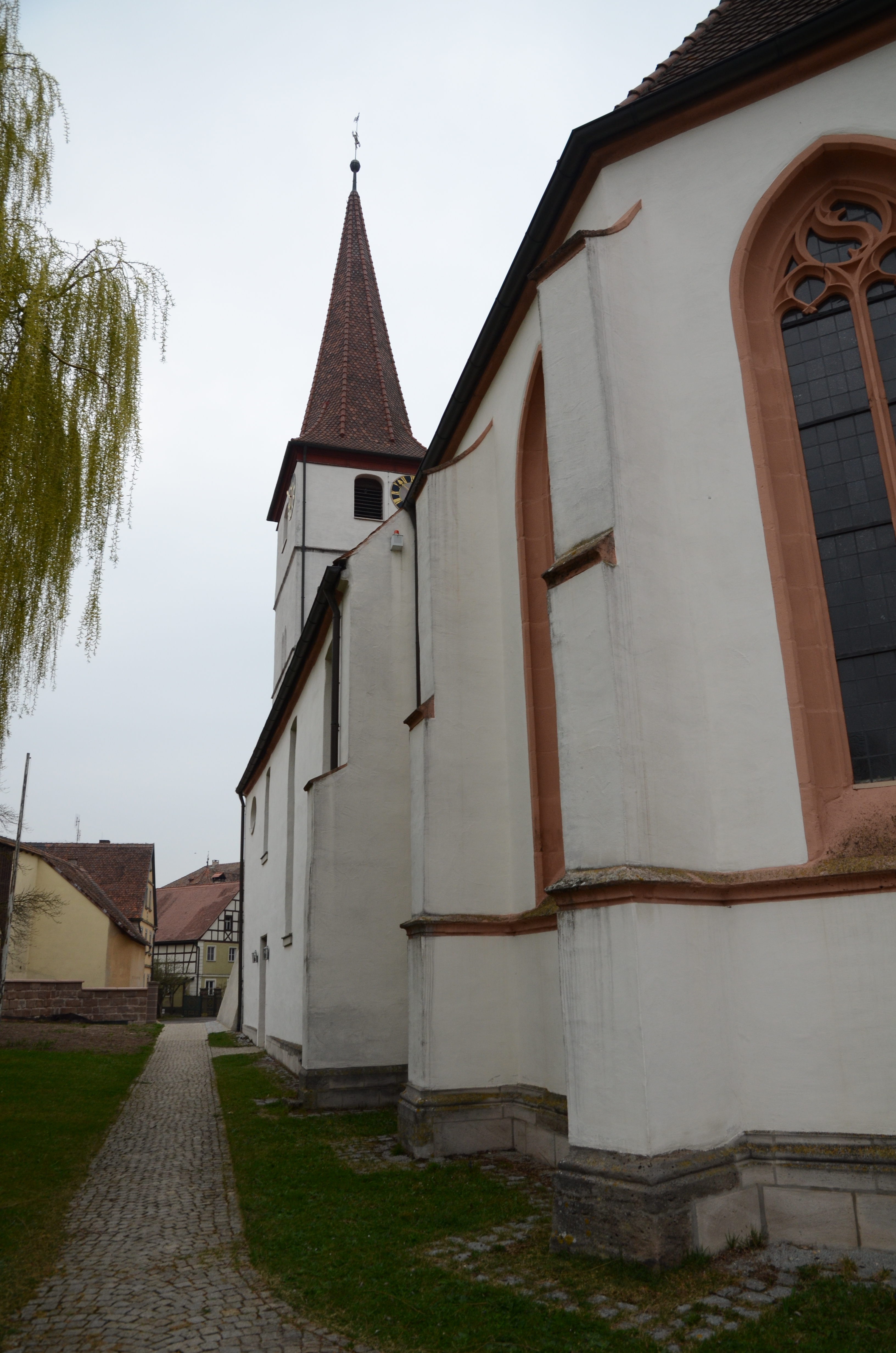
St. Georg (Ickelheim)

Die evangelische, denkmalgeschützte Pfarrkirche St. Georg steht in Ickelheim, einem Gemeindeteil der Stadt Bad Windsheim im Landkreis Neustadt an der Aisch-Bad Windsheim (Mittelfranken, Bayern). Das Bauwerk ist unter der Denkmalnummer D-5-75-112-267 als Baudenkmal in der Bayerischen Denkmalliste eingetragen. Die Kirche gehört zur Pfarrei Ickelheim/Lenkersheim im Dekanat Bad Windsheim im Kirchenkreis Ansbach-Würzburg der Evangelisch-Lutherischen Kirche in Bayern.

## Beschreibung
Die Hallenkirche mit einem Mittelschiff und zwei Seitenschiffen unter einem Satteldach wurde in der zweiten Hälfte des 15. Jahrhunderts gebaut. Die Seitenschiffe sind durch Toskanische Säulen vom Mittelschiff getrennt. Das Langhaus hat im Osten einen eingezogenen Chor mit 5/8-Schluss, dessen Wände mit Strebepfeilern gestützt werden. Im Westen befindet sich der mit einem achtseitigen Knickhelm bedeckte Kirchturm, der durch Gurtgesimse in vier Geschosse unterteilt ist. Sein oberstes Geschoss beherbergt die Turmuhr und den Glockenstuhl, in dem drei Kirchenglocken hängen. Eine weitere Glocke hängt außen am Helm des Turms. 
Das Joch des Chors ist mit einem Netzgewölbe überspannt. Der Kanzelaltar entstand, als die Kanzel in den Hochaltar integriert wurde. Ein Flügelaltar aus dem Jahr 1510 befindet sich an der linken Außenseite. In seinem Mittelteil ist eine Kreuzigungsgruppe dargestellt. Die Orgel mit 21 Registern, zwei Manualen und einem Pedal wurde 1988 von Ekkehard Simon gebaut.